# U.S. Route 73
U.S. Route 73 (ou U.S. Highway 73) é uma autoestrada dos Estados Unidos.
Faz a ligação do Sul para o Norte. A U.S. Route 73 foi construída em 1926 e tem 112 milhas (180 km).

## Principais ligações
US 59 em Atchison